# Port lotniczy Odense
Port lotniczy Odense – port lotniczy położony w Beldringe, na północny zachód od Odense, w Danii.

## Kierunki lotów i linie lotnicze
| Linia lotnicza    | Kierunek                                |
| ----------------- | --------------------------------------- |
| Sunclass Airlines | Sezonowe czartery: 1. Palma de Mallorca |